# Risanska biskupija
██ Risanska biskupija u 15. stoljeću
Risanska biskupija (Diocesis Risinitanus) je rimokatolička naslovna biskupija u Crnoj Gori.
Podređena je Dukljanskoj naslovnoj nadbiskupiji.
Sjedište joj se nalazilo u bokokotorskom mjestašcu Risnu. Teritorijalno se prostirala uz primorje, ali i uz veći dio risnjanskog zaleđa.
Biskupija postoji još od starokršćanskih vremena, a prvi dokumentirani biskup je Sebastian, kojeg izvori bilježe 591. i 595. godine. 
Biskupija je postojala sve dok Tursko Carstvo nije zauzelo Risan. Posljednji biskup je bio kotorski franjevac Antun Paskvali 1540. Svi biskupi koji su kasnije bili na čelu ove biskupije su bili naslovni biskupi.

## Naslovni biskupi
- Pavao Zondi (11. veljače 1536. do 1543.), †1558.
- Jakob Meutrave  (24. rujna 1543. do 3. listopada 1571. †)
- Nikolaus Don (3. listopada 1571. do 1600.)
- Georg Zalatnaky (20. prosinca. 1600. do 1609.)
- Alfons Requesens (1609. do 6. listopada 1625.), † 8. April 1639.
- Graf Vincentius Zucconi (5. prosinca 1625. do 1637. †)
- Johann Friedrich Prainer (31. prosinca 1637. bis 1638. †)
- Johannes Chrysostemus de S. Petronilla (Szentpetronelly) OSA (26. listopada 1638. do 1649./1652.)
- Johann Belmonte (1652 do 654)
- Johann Caramuel (7. studenog. 1654. do 1658. †)
- Johann Baptist Barsotti (1659. do 1665. †)
- Georg Berdócz  (15. siječnja 1666. do 1672. †)
- Jakob Haskó (18. listopada 1672. do 1690.),
- Barun Paul Balassa (30. lipnja 1690. do 3. listopada 1705. †)
- Franz Lapsánszky (10. ožujka 1707. do 11. lipnja 1710. †)
- Graf Paulus Forgách (27. svibnja 1712. do 29. studenog 1746. †)
- Johannes Terlanday (19. travnja 1764. do 1770. †)
- Simon Ambrus Stock (20. ožujka 1770. do 1773. †),
- Johann Lukácsy (18. srpnja 1774. do 26. travnja 1780. †),
- Ignac Bärenkopf (Bärnkopf) (4. siječnja 1805. do 19. travnja 1809. †)
- Aleksandar Alagović  (25. kolovoza 1809. do 23. listopada 1829.), poslije zagrebački biskup
- Josip Kuković (9. siječnja 1833. do 17. srpnja 1834.), poslije biskup đakovačko srijemski
- Ivan Matizović  (13. travnja 1837. do 1848. †)
- Karlo Pavić (1852. do 1859. †)
- Josip Matić (1859. do 1876. †)
- Matija Mihaljević (1877. do 1881. †)
- Gašpar Radić (1882. do 1885. †)
- Juraj Streit (1886. do 1899. †)
- Ubald Langlois, O.M.I. (30. ožujka 1938.  do 18. rujna 1953.)
- Alphonse-Célestin-Basile Baud,  (10. travnja 1954. do 14. rujna 1955.)
- Raúl Zambrano Camader (29. prosinca 1956. do 26. travnja 1962.)
- Charles Borromeo McLaughlin (13. siječnja 1964. do 2. svibnja 1968.)
- Paolo Botto  (2. svibnja 1969.  do 3. prosinca 1970.)
- Reginaldo Giuseppe Maria Addazi,  (3. srpnja 1971. do 7.  veljače 1975.)
- Giovanni Pes (25. travnja 1975. do 23. svibnja 1979.)
- Władysław Ziółek (12. ožujka 1980. do 24. siječnja 1986.)
- Abraham Escudero Montoya  (22. svibnja 1986. do 30. travnja 1990.)
- John Richard McNamara (14. travnja 1992. do 16. travnja 2001.)

Današnji naslovni biskup je Gáspár Ladocsi.(od 28. studenog 2001.)

## Vanjske poveznice
- Kotorska biskupija  Arhivirana inačica izvorne stranice od 12. prosinca 2008. (Wayback Machine) Povijesni osvrt Kotorske biskupije
- Kotorska biskupija  Arhivirana inačica izvorne stranice od 13. ožujka 2012. (Wayback Machine) Kronotaksa biskupa Risna
- Catholic-Hierarchy Risinium (Titular See)
- GCatholic.org Titular Episcopal See of Risinium, Montenegro